# Fondevila (Allariz)
Fondevila es un lugar situado en la parroquia de Meire, del concello de Allariz, en la provincia de Orense, Galicia, España.